# Dinis Dias
Dinis Dias (fl. XV secolo) è stato un esploratore e navigatore portoghese.
Attivo durante l'età delle scoperte, è noto per essere stato il primo occidentale conosciuto a raggiungere Capo Verde, il punto più occidentale dell'Africa.
Nel 1440, un Dias che stava iniziando a invecchiare decise di iniziare a esplorare il mondo, perché "non voleva vedersi invecchiare in uno stato di benessere e riposo".

## Primo viaggio (1445)
Come capitano di una caravella nel 1445, Dias navigò oltre la foce in piena del fiume del Senegal, stabilendo un record raggiungendo un punto della costa a circa 800 km a sud di Capo Blanco. Questo punto, il più occidentale del continente africano, fu da lui battezzato "Capo Verde", in riferimento alla rigogliosa vegetazione che trovò nella zona: si noti che Dias non ha scoperto l'arcipelago di Capo Verde, ma l'omonima penisola di Capo Verde che si trova nell'attuale Senegal. Dias e il suo equipaggio furono respinti dai nativi quando cercarono di sbarcare e presto tornarono in Portogallo.
Il successo di questa spedizione fu probabilmente dovuto al fatto che Dias si concentrò sull'esplorazione piuttosto che sulla cattura di schiavi, cosa che attirò l'attenzione della maggior parte degli esploratori portoghesi dell'epoca.
Più tardi quell'anno, Dias salpò con il marinaio genovese Lanzarotto Malocello, in una spedizione all'isola di Arguin, al largo della costa occidentale della Mauritania, per scopi di schiavitù.

## Secondo viaggio (1446)
Nel 1446 il principe Enrico formò una flotta di caravelle che dovevano mostrare la bandiera portoghese lungo la costa africana ed esplorare il fiume Senegal, che i portoghesi credevano fosse il ramo occidentale del Nilo. Dias comandava una delle navi.